# Complex Networks
Complex Networks és una empresa americana de mitjans de comunicació i entreteniment per a la cultura juvenil. Amb seu a Nova York, va ser fundada pel dissenyador de moda Marc (Ecko) Milecofsky com a revista bimensual. Complex Networks informa sobre la cultura popular; les tendències emergents en moda, sabates, menjar, música i esports. Complex Network va arribar als 90 milions d'usuaris per mes el 2013, suma de les pàgines pròpies, controlades i de socis, les xarxes socials i dels canals de YouTube. La revista va deixar de ser impresa després de la publicació de desembre 2016/gener 2017. Actualment, Complex té 4.55 milions d'abonats i suma 1.3 bilions de visites totals a videos de YouTube. El 2019, es va calcular que els ingressos anuals de l'empresa rondaven els 200m$ USD, 15% dels quals provenien de la venta de roba i sabates.
Complex Networks ha estat designada per Business Insider, revista de negocis, com un dels Startups Més Valuosos de Nova York i una de les Empreses Privades Més Valuoses del Món. A més, el CEO de Complex Networks, Ric Antoniello, va constar a la llista Silicon Alley 100. El 2012, l'empresa va llançar Complex TV, una plataforma de retransmissió online; el 2016, va esdevindre una empresa conjunta, filial de Verizon i Hearst.

## Història
Complex va ser fundada el 2002 pel fundador de la marca Eckō Unltd, Marc Ecko, com a revista impresa, enfocada a proporcionar a la joventut informació sobre les últimes tendències en hip-hop, moda i cultura pop,sense desig inicial d'escalar i esdevenir multinacional. El nom Complex va néixer d'un eslògan desenvolupat per promoure la pàgina web d'Eckō Unltd: "Ecko.Complex". La idea era crear una revista per homes que combinés l'streetwear d'Eckõ i l'actitud del Hip-hop, inspirant-se també en l'estil de les revistes japoneses per homes, proporcionant guies al consumidor. Aquest objectiu va ser assolit al crear una revista amb dues seccions: una, la revista tradicional, l'altre, una guia de compra per al lector.
El 2005, Noè Callahan-Bever, editor de la revista Vibe, va unir-se a Complex, assolint el càrrec de "director d'edició i contingut" un any més tard; posició que encara reté el 2020. El 2006, la revista va començar a obtenir beneficis, fet que va permetre una expansió dels recursos online. L'abril de 2007, Complex va llançar una xarxa de mitjans de comunicació amb quatre pàgines web: NahRight, Nice Kicks, SlamxHype i MoeJackson.

### Complex
El setembre de 2007, Complex va llançar Complex Media per tal de capitalitzar plenament el contingut digital. El 2010, els ingressos per anuncis van créixer un 154%. Segons comScore, Complex va aconseguir 12 milions de cliks el març de 2012. Aquesta exponencial millora va animar a les grans marques, com Coors, AT&T, Ford, McDonald's, Nike, Adidas i Apple a anunciar-se a la pàgina web. Actualment, Complex promociona més de 100 llocs web.
El 2011, Complex va adquirir Pigeons & Planes, un blog de música indie i rap. El 2012, l'empresa va estenar: Four Pins, una divertida web de menswear editada per Lawrence Schlossman, autor de Fuck Yeah Menswear; Sneaker Report, web performance de calçat; i First We Feast, una web de cultura alimenticia editada per Chris Schonberger. El 2013, Complex posà en funcionament la pàgina Do Androids Dance, de música de ball. El mateix any, l'empresa també va adquirir la revista Sneakerhead Culture i la pàgina web Sole Collector.
El 4 de novembre de 2013, Complex mostrà un nou logo i disseny de coberta a Instagram que apareixeria per primer cop a la publicació de desembre de 2013, amb Eminem a la portada.
El 2013, Complex s'associà amb Mountain Dew per llançar "Green Label" una pàgina web de cultura i entreteniment. Un any després la revista va llançar una pàgina temàtica de l'NBA sota el nom de "Triangle Offense" en col·laboració amb Bacardi.
L'agost de 2014, Complex quedà tercera en els Estats Units en una enquesta de ComScore a usuaris d'entre 18 i 34 anys, que va establir 20.3 milions de visites d'estatunidencs per mes a les webs de la revista. El gener de 2015, s'anuncià la compra de Collider, font web de pel·lícules, televisió, últimes notícies i modes imminents. El febrer de 2018, Complex ven Collider.com a Marc Fernandez.

### Finançament
El 2009, Complex va aixecar 12.8 milions de dòlars d'Accel Partners i d'Austin Ventures. El setembre de 2013, va guanyar 25 milions de dòlars en una segona ronda de finançaments per part d'Iconix Band Group, propietaris de Rocawear, Starter, Eckō Unltd i Umbro, entre d'altres.

### Verizon Hearst Media Partners subsidiary (2016–present)
El 18 d'abril de 2016, Complex va ser comprada per un conjunt empresarial format per Hearst Comunicacions i Verizon Comunicacions, Verizon Hearst Media Partners. El projecte de coalició va emfasitzar l'objectiu de construir "un portfolio de les marques digitals emergents del futur per a l'audiència millennial i Gen-Z ", i va proposar que Complex podria desenvolupar contingut per a AOL i go90, multinacionals de Verizon.

## Portades
Complex va ser aviat reconeguda per les seves portades de doble cara i format partit. A més, sovint combinaven celebritats de diferents àmbits del món de la música, el cinema i els esports. Mos Def i David Bowie, per exemple, van aparèixer junts a la coberta de la publicació de setembre/agost de 2003. Algunes de les primeres portades de Complex mostraven a personatges com Nas (maig 2002), Tony Hawk i Xzibit (juliol/de juny 2002) o Ludacris i Dale Earnhardt Jr. (April/maig 2003). El 2007, Complex va oferir a Kim Kardashian el que va ser la seva primera sessió i portada en una revista.
D'ençà, Complex s'ha expandit a cobertes digitals interactives. El Setembre de 2019, el rapper americà Kid Cudi i el dissenyador japonès Nigo van ser entrevistats per Complex i van aparèixer, també de costat, a la coberta digital.

## Espectacles de Complex
Complex TV va ser inaugurada el 2012 com a radioemissora de contingut original en línia. Nathan Brown, executiu de l'empresa en desenvolupament i producció de vídeos, pren el càrrec de director de Complex TV and Video. El desembre de 2013, una filial de Complex TV, Complex News, va sortir a la llum, enfocant-se en les notícies del dia-a-dia. El 2014, Pluto.tv i Complex Media es van converitir en socis de contingut. Complex Content Studio és administrat per un equip editorial de 18 persones.
Segons una font de WNIP, "el 2016, Complex Network havia traslladat el 80% del seu pressupost de contingut a Vídeo i estava estrenant dotzenes d'espectacles individuals al canal de Youtube de Complex, així com una sèrie d'spin-offs ".
El 10 de novembre de 2017, un bloc de sèrie de Complex TV va estrenar-se al canal per cable americà Fuse anunciant-se com a Complex x Fuse.

Complex Networks ha produït més d'una dotzena de shows originals, els quals inclouen:
- Magnum Opus
- Everyday Struggle
- Hot Ones
- Quickstrike
- Fashion Bros!
- Desus vs. Mero
- This Week on Netflix
- Mero in the Wild
- The Neighborhood
- The Combat Jack Show
- Complex Individuals
- No Debate
- Ratchet News Network
- Trailer Hitch
- DJBooth
- The Process
- First Look
- Riff Raff Realm
- Complex Kids
- Tracking
- Cut & Show
- C-List
- TBT
- Overcranked
- Sneaker Shopping
- Full Size Run
- Complex News

## Podcasts
Complex Networks va llançar tres podcasts originals al final de 2019, en col·laboració amb la firma sueca Acast. Eren Watch Less, podcast que cobria temes relacionats amb les pel·lícules i la cultura pop, presentat per Khris ‘Khal' Davenport i Frazier Tharpe; Load Management, narrat per Zach ‘Chopz' Frydenlund i Adam Caparell, qui parlaven s'esports; i The Complex Sneakers Podcast, entorn la cultura de les sabatilles esportives, presentat per Joe La Puma, Matthew Welty, i Brendan Dunne.
- "Watch Less" (Locutors: Khal i Frazier Tharpe)[49]
- "Load Management" (Locutors: Zach “Chopz” Frydenlund i Adam Caparell)
- "The Complex Sneakers" (Locutors: Joe La Puma, Matthew Welty, i Brendan Dunne)[50]

## ComplexCon
A la primavera de 2016, Complex Networks van anunciar un nou projecte, “ComplexCon”, un festival anual amb exposicions temàtiques, concerts, sessions de debat, actes de cultura streetwear i contingut relacionat amb la cultura pop i l'audiència de massa. La primera ComplexCon va durar dos dies i va tenir lloc a la Long Beach Convention and Entertainment Center el novembre de 2016, amb actuacions de Snoop Dogg, Skrillex, Kid Cudi i d'altres. El, 2019 el festival va celebrar-se dues vegades. El primer esdeveniment se celebrà a McCormick Place centrant-se en artistes, dissenyadors i músics locals. El segon festival se celebrà a Long Beach (Califòrnia) i fou més mainstream, amb espectacles de Selena Gomez, LL Cool J, Lil Kim, Offset, Kid Cudi, Lil Yachty, Timothée Chalamet, Yara Shahidi i Tyga.

## Personal
- Ric Antoniello, CEO[18]
- Christian Baesler, President[56]
- Celine Perrot-Johnson, CFO
- Edgar Hernandez, CRO[57]
- Endi Piper, Consell General[58]
- Jonathan Hunt, EVP, Màrqueting[59]
- Justin Killion, EVP, Desenvolupament, Producció & Afers Empresarials
- Chris Schonberger, GM, First We Feast[60]
- Joe LaPuma, SVP, Estratègia de Contingut
- Maurice Peebles, Director d'Edició[61]

## Col·laboracions de la marca
El 2013, Digiday digué que Complex era una de les publicacions que "actuava com una agència", basant el seu contingut en les col·laboracions amb marques. Per exemple a l'any de 2013, Complex generava una mitjana de 47 publicacions al mes amb contingut de grans marques, entre les quals hi trobem McDonald's, Gillette, Levi's, Toyota i Adidas, entre d'altres. L'empresa també va associar-se amb PepsiCo i Mountain Drew per llançar GreenLabel.com, pàgina que actualment té més del doble de trànsit que MountainDew.com. Més tard, el 2013, Complex va treballar amb Dr.Pepper en una sèrie de vídeos creats per a homes joves on apareixia el compositor/productor The-Dream.

## Premis
| Year | De                   | Premi                                              | Per a                                    |
| ---- | -------------------- | -------------------------------------------------- | ---------------------------------------- |
| 2011 | Business Insider     | The 30 Most Valuable Internet Startups In New York | Complex                                  |
| 2014 | Digiday Video Awards | Best Original Non-Scripted Video Series            | "Magnum Opus"                            |
| 2015 | Digiday Video Awards | Best Video Destination – Entertainment             | Complex TV                               |
| 2018 | 2018 Webby Awards    | Best Web Personality/Host                          | Sean Evans – First We Feast’s "Hot Ones" |
| 2019 | 2019 Webby Awards    | Video: Fashion & Beauty                            | "Sneaker Shopping"                       |
| 2019 | 2019 Webby Awards    | Video: Food & Drink                                | First We Feast’s "Hot Ones"              |

## Controvèrsies

### Lil Wayne i Jay-Z
A la publicació de desembre/gener del 2007, Lil Wayne va dir que havia superat artísticament a Jay-Z amb la següent frase: "ja no és casa teva i sóc millor que tú", referint-se a la insutria del rap. Jay-Z va respondre a l'atac poc després, en un vers a la cançó "Watch What You Say" de T.I, amb qui va col·laborar. Lil Wayne va seguir la guerra al contestar-li a la canço "Beat Without Bass", de Freekey Zekey, amb el vers: "You old-ass rappers better stay on tour. You're like forty-four, I got a .44, I'm twenty-four. I could murk you and come home when I'm forty-four."

### Kim Kardashian
El 2009, Complex va penjar per error la portada de Kim Kardashian sense editar, sense photoshop. Això es va corregir ràpidament, però la fotografia ja era viral. Kardashian va respondre, orgullosa del seu cos: "i què: tinc una mica de celulitis, quina noia amb corves no en té!?". L'incident es va publicar a varies revistes i diaris com Huffington Post, NY Daily News, Business Insider, Gawker, i d'altres.

### Descobriment del parador d'Earl Sweatshirt
El 2011, Thebe Kgositsile, membre d'Odd Future, conegut artísticament pel sobrenom d'Earl Sweatshit, havia deixat de fer música i d'aparèixer públicament. La seva localització va ser un misteri que va generar diferents històries i rumors fins a 2011, quan Complex va publicar la seva ubicació certa. Earl Sweatshirt estava a Samoa, a un centre de retir per joves amb risc d'addiccions i problemes, i va retornar als Estats Units el 2012.

### Pyrex Vision
El gener de 2013, Four Pins va anunciar que el director de la línia de roba de streetwear de Kanye West, Virgil Abloh, havia fet serigrafia a camises i polos de rugby de la marca Ralph Lauren i els havia venut a un preu 700% més alt que l'original. A aquest article es suggeria tan l'exagerat preu de venta com el fet que varies marques i multinacionals havien fet imitacions de la idea i les havien venut per elevats preus.

### Wale amenaça al personal deComplex
L'11 de desembre de 2013, l'escriptor de Complex, Insanul Ahmed, va rebre una trucada del cantant de rap Wale queixant-se que el seu últim àlbum, The Gifted, no havia estat inclòs a la llista de Complex dels "50 Millors Àlbums de 2013". El cantant va utilitzar un to i llenguatge ofensius. Part de la conversa fou enregistrada i després, el 13 de desembre, penjada a la pàgina web Complex i a Complex TV. S'escoltava a Wale amenaçant: "Avisa a seguretat, que es prepari."
Segons Complex, Wale va rebutjar les peticions de reunir-se amb l'empresa per a parlar-ne, però sí va penjar un video a Instagram que pretenis alleugerar la situació.